# 부순밀

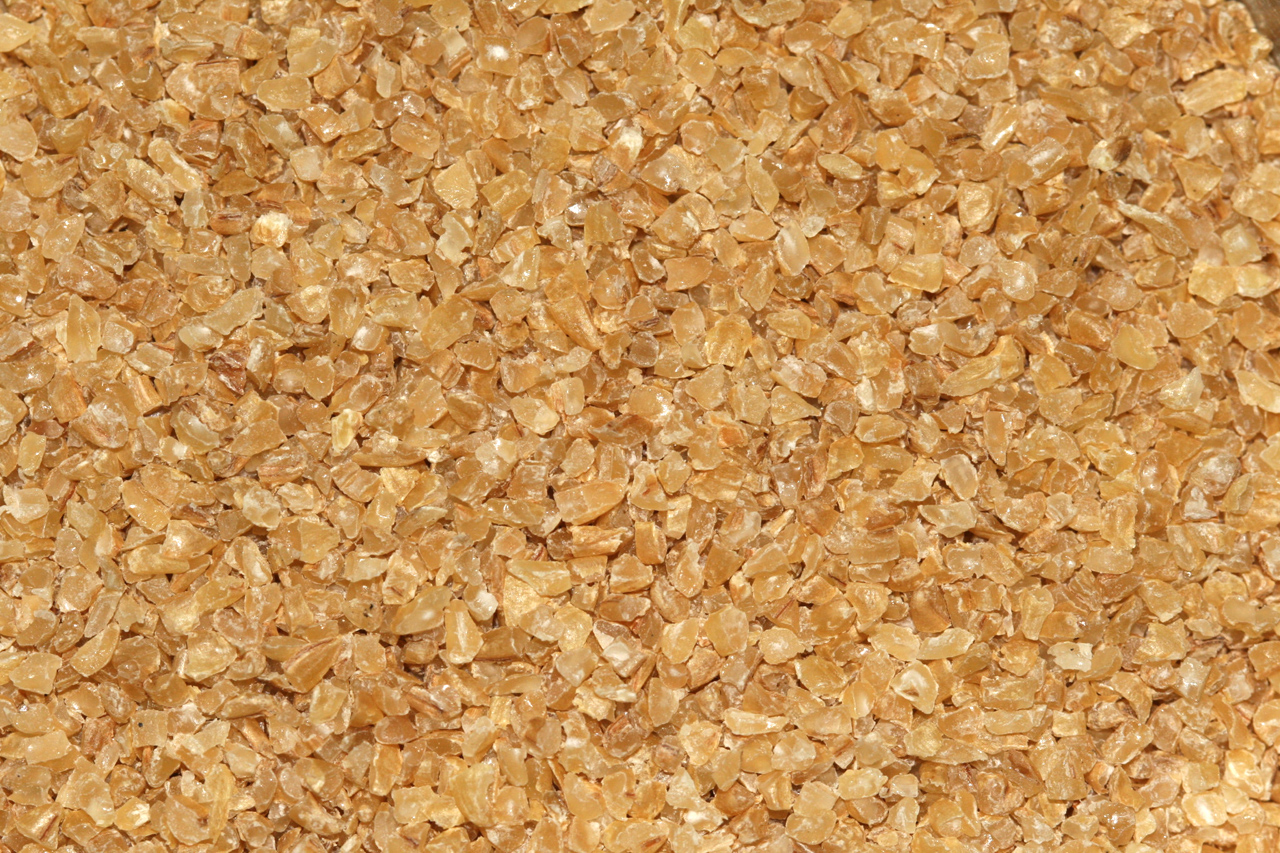
부순밀

부순밀은 겉겨를 벗긴 밀을 부순 것이다. 불구르와 달리 생밀이며, 데쳐서 말린 것이 아니다.

## 같이 보기
- 밀쌀
- 불구르
- 세몰리나
- 자른귀리